# Perez.
Perez. è un film del 2014 diretto da Edoardo De Angelis.

## Trama
Demetrio Perez è un famoso avvocato penalista napoletano, considerato per molto tempo uno dei migliori nel suo campo, ma essendosi fatto troppi nemici si è ridotto a fare l'avvocato d'ufficio. La sua vita comincia ad andare a rotoli quando sua figlia Tea si innamora di Francesco Corvino, figlio di un boss della camorra. Nonostante la riluttanza di Perez, Francesco afferma di essere sinceramente innamorato di sua figlia.
Intanto, Luca Buglione, boss di un clan rivale dei Corvino, capisce di essere arrivato al capolinea e decide di costituirsi, facendosi rappresentare da Perez e stringendo con lui un accordo: se l'avvocato recupererà per lui una partita di diamanti di contrabbando, lui testimonierà come pentito a sfavore di Francesco. Perez accetta e si reca nel posto stabilito insieme al collega Ignazio Merolla, recuperando i diamanti dallo stomaco di un toro. Nel frattempo, Francesco viene incriminato per l'omicidio di una coppia di anziani e si vede costretto ad organizzare una fuga in Spagna. Quando però scopre che Perez è l'avvocato del boss rivale, il suo atteggiamento cambia completamente: prende in ostaggio lui e sua figlia affinché lo portino nella località segreta dove Luca Buglione viene tenuto sotto protezione come collaboratore di giustizia.
L'uomo stabilisce un incontro notturno con l'avvocato per farsi consegnare i diamanti: Francesco va con Perez e Tea all'appuntamento e, approfittando del buio, tenta di sparare di sorpresa al boss rivale, ma Perez lo investe e lo uccide. L'avvocato consegna i diamanti a Buglione, il quale gliene lascia una parte. Rimasti soli, Perez e Tea bruciano il corpo di Francesco.

## Riconoscimenti
- 2015 - Nastro d'argento
  - Premio Guglielmo Biraghi a Simona Tabasco
  - Premio Hamilton Behind the Camera a Luca Zingaretti
  - Candidatura Migliore soggetto a Edoardo De Angelis e Filippo Gravino
  - Candidatura Migliore attore protagonista a Luca Zingaretti
  - Candidatura Migliore sonoro in presa diretta a Vincenzo Urselli
- 2015 - Globo d'oro
  - Migliore attore a Luca Zingaretti
  - Candidatura Miglior fotografia a Ferran Paredes Rubio
  - Candidatura Miglior musica a Riccardo Ceres